# Zimní stadion Ivana Hlinky
Das Zimní stadion Ivana Hlinky ist eine Eissporthalle in der tschechischen Stadt Litvínov. Sie ist die Heimspielstätte des Extraligisten HC Verva Litvínov, einer Eishockeymannschaft und bietet 6.211 Zuschauern Platz. 2004 wurde zu Ehren von Ivan Hlinka, einem langjährigen Spieler des Vereins, die Eisarena in Zimní stadion Ivana Hlinky umbenannt.

## Geschichte
Vor dem Bau des Natureisstadions wurde zunächst auf einem ehemaligen Handballplatz an der Neumann-Straße Eishockey gespielt. 1965 entschied die Vereinsführung von Jiskra Litvínov den Bau eines Kunsteisstadions an gleicher Stelle, das nach viermonatiger Bauzeit fertiggestellt wurde. Die Eröffnung am 5. Dezember 1955 wurde durch eine Eislauf-Show der Geschwister Romanov aus Prag umrahmt. Zwei Tage später, am 7. Dezember 1955, fand das erste Eishockeyspiel im Stadion statt. Dabei verlor der gastgebende Verein gegen die rumänische Eishockeynationalmannschaft mit 1:7.
In den 1960er Jahren wurde das offene Stadion umgebaut: Zunächst wurden an der Nord- und Südseite Stahltribünen erbaut, die später durch weitere Tribünen an der Ost- und Westseite ergänzt wurden. Zudem wurden Umkleideräume geschaffen und Vorbereitungen für eine Überdachung getroffen. Diese erfolgte von Mai bis August 1965. Durch die Überdachung verringerte sich die Kapazität von 10.000 auf etwa 8.000 Zuschauer, obgleich inoffiziell bis zu 8.500 Zuschauer gezählt wurden. 
1979 wurde mit den Planungen für eine zweite Eisfläche begonnen, die 1982 fertiggestellt wurde und seither die Bedingungen für Nachwuchstraining und öffentliches Eislaufen deutlich verbessert. 1995 wurde die Eishalle erneut umgebaut und durch einen V.I.P.- und Sponsorenbereich ergänzt. Dadurch sank die Kapazität auf 7.000 Zuschauer, wobei 2.000 Sitzplätze zur Verfügung stehen.  Im gleichen Jahr wurde die Eisfläche saniert sowie 2007 die Dachkonstruktion repariert.
Seit 1995 war das Stadion zweimal ausverkauft: In der Saison 2006/07 gegen den HC Sparta Prag und in der Saison 2008/09 gegen den HC Slavia Prag. Den höchsten Zuschauerschnitt hatte der HC Litvínov  in der Saison 2004/05, als durchschnittlich 5.542 Zuschauer die Heimspiele des Vereins verfolgten.